# Discophora spiloptera
Discophora spiloptera är en fjärilsart som beskrevs av De Nicéville och Friedrich Alfred Gustav Jobst Möller 1888. Discophora spiloptera ingår i släktet Discophora och familjen praktfjärilar. Inga underarter finns listade i Catalogue of Life.